# Palais Rothschild (Prinz-Eugen-Straße)
Ne doit pas être confondu avec Palais Rothschild (Metternichgasse).
Le palais Rothschild (sis au 26 de la Prinz-Eugen-Straße) est une ancienne résidence palatiale située à Vienne, en Autriche. Il s'agissait de l'un des cinq palais Rothschild de la ville appartenant à des membres de la famille Rothschild en Autriche. 

## Histoire
Ce fut le deuxième palais Rothschild commandé par le baron Albert Salomon Anselm von Rothschild (en), dans la même rue que son plus grand palais Albert Rothschild, situé au 20-22 de la Prinz-Eugen-Straße et démoli en 1954. 
Il a été conçu et construit en 1894 par les architectes de théâtre Ferdinand Fellner et Hermann Helmer. Le bâtiment a quatre étages et a été conçu dans un style néoclassique. 
Comme tous les biens juifs de l’époque, il a été complètement pillé par les nazis lors de leur occupation de l’Autriche. Cependant, le bâtiment a survécu sans dommage structurel et sert aujourd'hui d'ambassade du Brésil à Vienne. 